# Malle Babbe
Malle Babbe (anche noto come La strega di Haarlem) è un dipinto ad olio su tela di Frans Hals. È conservato nella Gemäldegalerie di Berlino. Ascrivibile ai tronie, o comunque alla pittura di genere molto in voga in Olanda in quegli anni, raffigura una donna di Haarlem, detta appunto Malle Babbe ("Barbara la pazza"), molto probabilmente alcolizzata o sofferente di disturbi mentali. L'identità è confermata da una scritta sul retro della cornice originale, Malle Babbe van Haerlem … Fr[a]ns Hals.

## Descrizione e simbologia
Il quadro raffigura una donna, all'incirca di mezza età, seduta all'angolo di un tavolo che potrebbe essere quello di una taverna. È rivolta verso destra, ed apparentemente parla o sorride sbiecamente, con una vistosa smorfia quasi maniacale, verso qualcuno che si trova fuori del campo visivo. Con la mano destra regge un grosso boccale di ferro, e sulla spalla sinistra è posata una civetta. Il vestito è sdrucito, con una cuffia e un bavero tipici della moda del 1630 ad Harleem. La scioltezza e l'apparente rapidità delle pennellate sono tipiche dello stile di Hals, che proprio in quegli anni raggiunse l'apice della fama come ritrattista.
La civetta del quadro è oggetto di una duplice interpretazione. Se si vede la donna come una possibile strega, l'uccello è simbolo delle entità demoniache che assistono o vengono evocate nei riti satanici; se si legge la scena come un semplice quadro "da taverna", allora può far riferimento al proverbio olandese "Ubriaco come una civetta".

## L'effigiata
Recenti ricerche negli archivi del municipio di Haarlem hanno rivelato che la donna raffigurata è esistita davvero. Si chiamava Barbara Claes, detta appunto "la pazza" perché sofferente di una qualche tara, ed era ricoverata nell'ospizio Het Dolhuys, fuori le mura della città, dove erano ricoverati i viaggiatori di passaggio o le persone ritenute socialmente pericolose. Peter Hals, un figlio del pittore, vi fu ricoverato per qualche tempo, ed è probabile che Hals sia venuto così in contatto con la donna che, a quanto sembra, era anche un personaggio noto in città. Di lei sappiamo solo che morì nel 1663.

## Altre versioni
Il dipinto divenne immediatamente celebre, tanto che ne furono realizzate numerose copie, alcune delle quali direttamente da allievi di Hals. Proprio ad uno di essi è stata attribuita la versione del dipinto conservata al Metropolitan Museum of Art di New York, in cui la donna è raffigurata seduta al tavolo e sempre con la civetta, ma senza boccale e rivolta a sinistra, con un sorriso appena accennato.
Gustave Courbet fu un grande ammiratore del dipinto e ne realizzò una copia nel 1869 custodita alla Neue Pinakothek di Monaco.
Il più noto falsario del XX secolo, Han van Meegeren, dipinse una versione del quadro in cui Malle Babbe è in atto di bere dal boccale, sorridendo ampiamente, rivolta verso lo spettatore.

## Nella cultura di massa
Il paroliere Lennaert Nijgh scrisse nel 1973 un brano, Malle Babbe, scambiando però la protagonista con quella di un altro celebre quadro di Hals, La zingara dopo aver visitato una mostra in cui erano esposte entrambe le opere.